# Georgie Parker
Georgina "Georgie" Parker (Sídney, Nueva Gales del Sur; 16 de diciembre de 1964) es una actriz australiana, conocida por haber interpretado a Lucy Tyler en la serie A Country Practice, a Terri Sullivan en la serie All Saints y actualmente por interpretar a Ruth Stewart en Home and Away.

## Biografía
Georgie sufre de escoliosis y es representante de la Fundación Nacional de Escoliosis.
Fue buena amiga de la actriz Belinda Emmett, que murió en el 2006 de cáncer. También es amiga del actor Cameron Daddo.
El 5 de marzo de 1999 se casó con el guionista Steve Worland y en septiembre del 2000 nació su primera hija, Holly Worland.

## Carrera
Georgie ha aparecido en varias obras musicales como personaje principal entre ellas How to Succeed in Business Without Really Trying, All In the Timing, Crazy for You, Wait Until Dark, Hear Comes Showtime, High Society, entre otras.
De 1988 a 1992 participó en la serie A Country Practice donde interpretó a la enfermera Lucy Gardiner. También interpretó a Despina Hatzipapadopoulos en la serie Acropolis Now.
En 1995 interpretó a la joven bombero Morgan "Mad Dog" Cartwright en la primera temporada de la serie Fire.
En el 2002 participó en la obra musical The Man from Snowy River: Arena Spectacular  en donde interpretó a Kate Conroy, la hija del propietario de la estación John Conroy y el interés romántico de Jim Ryan.
De 1998 al 2005 interpretó a la ex-monja y enfermera Teresa "Terri" Sullivan en el exitoso drama australiano All Saints. Por su interpretación Gerogie ha sido nominada y ha ganado varios premios logie en categorías como mejor actriz y actriz más popular.
Desde el 2005 es una de las presentadoras programa infantil de la ABC, Play School.
En el 2006 apareció en las películas The Society Murders y en la comedia y romance Stepfather Of The Bride donde dio vida a Catriona, ese mismo año fue presentadora del show Clever y apareció en la serie The Glass House.
En el 2008 apareció en el drama Emerald Falls donde interpretó a Joni Ferguson y en el thriller Scorched donde dio vida a Angela Boardman. Ese mismo año lanzó un álbum para niños.
En el 2010 apareció como invitada en la serie dramática City Homicide donde interpretó a la Detective Sargento Mayor Susan Blake. Además de que prestó su voz para la versión inglesa de la película Santa's Apprentice, donde interpretó a la señorita Poulmer.
Ese mismo año en octubre se anunció que Georgie había firmado un contrato de tres años y se uniría al elenco de la exitosa y aclamada serie australiana Home and Away el 29 de octubre. Georgie interpreta a la hija de Alf, Ruth Stewart. Anteriormente el papel de Ruth fue interpretado por la actriz Justine Clarke de 1988 a 1989.

## Filmografía

### Series de televisión
| Año             | Título             | Personaje                   | Notas                     |
| --------------- | ------------------ | --------------------------- | ------------------------- |
| 2010 - presente | Home and Away      | Ruth Stewart                | 917 episodios             |
| 2010            | City Homicide      | Susan Blake                 | 2 episodios               |
| 2006 - 2008     | Stupid Stupid Man  | Dra. McPherson              | 2 episodios               |
| 1998 - 2005     | All Saints         | Terese "Terri" Sullivan     | 307 episodios             |
| 1995            | Fire               | Morgan "Mad Dog" Cartwright | 13 episodios              |
| 1994            | Over the Hill      | Sandy Spencer               | tv sere                   |
| 1992            | Acropolis Now      | Despina Hatzipapadopoulos   | 10 episodios              |
| 1992            | G.P.               | Marcey Heywood              | episodio "Funny Business" |
| 1992            | All Together Now   | Brenda Beanley              | episodio "Love Me Tender" |
| 1988 - 1992     | A Country Practice | Lucy "Gardiner" Tyler       | 266 episodios             |
| 1989            | Rafferty's Rules   | -                           | episodio "Politburo"      |

### Películas
| Año  | Título                                      | Personaje        | Notas                                                                               |
| ---- | ------------------------------------------- | ---------------- | ----------------------------------------------------------------------------------- |
| 2010 | Santa's Apprentice                          | Mrs. Poulmer     | junto a Max Cullen, Holly Fraser, Delta Goodrem y Shane Jacobson                    |
| 2008 | Scorched                                    | Angela Boardman  | junto a Cameron Daddo, Libby Tanner, Nathan Page, Salvatore Coco y Rachael Carpani  |
| 2008 | Emerald Falls                               | Joni Ferguson    | junto a Vince Colosimo, Ella Scott Lynch, Andrew McFarlane y Catherine McClements   |
| 2006 | Stepfather of the Bride                     | Catriona         | junto a Kate Ritchie, Noni Hazlehurst, Alex Dimitriades, William McInnes y Lara Cox |
| 2006 | The Society Murders                         | Emma             | junto a Alex Dimitriades y Matthew Le Nevez                                         |
| 2006 | Irresistible                                | Jen              | junto a Emily Blunt y Sam Neill                                                     |
| 2003 | The Man from Snowy River: Arena Spectacular | Kate Conroy      | junto a Steve Bisley, Lee Kernaghan, Martin Crewes y Simon Westaway                 |
| 1997 | Reprisal                                    | Janis            | junto a Sonia Todd, Peter Phelps, Steve Jacobs, Mouche Phillips y David Franklin    |
| 1988 | Young Einstein                              | Joven            | -                                                                                   |
| 1988 | Dadah Is Death                              | Corine Johnstone | -                                                                                   |
| 1988 | The 13th Floor                              | Maid             | junto a Miranda Otto                                                                |
| 1988 | Reed Down Under                             | Cabbie           | -                                                                                   |

### Apariciones
| Año           | Título            | Notas                    |
| ------------- | ----------------- | ------------------------ |
| 2005-presente | Play School       | presentadora             |
| 2008          | Animal Emergency  | narradora y presentadora |
| 2006          | Clever            | presentadora             |
| 2005          | Medical Emergency | presentadora y narradora |

### Teatro
| Año        | Obra                           | Personaje       | Director (a)        | Teatro                | Notas                                                      |
| ---------- | ------------------------------ | --------------- | ------------------- | --------------------- | ---------------------------------------------------------- |
| 2010       | Rhineston Rex & Miss Monica    | Monica          | Sandra Bates        | Ensemble Theatre      | junto a Glenn Hazeldine                                    |
| 2009       | Let the Sunshine               | -               | Sandra Bates        | Ensemble Theatre      | junto a Andrew McFarlane y William Zappa                   |
| 2007       | Rabbit Hole                    | Becca           | -                   | Ensemble Theatre      | junto a Lorraine Bayly y Jonathan Prescott                 |
| 2006       | They're Playing Our Song       | Mark Kilmurry   | -                   | Ensemble Theatre      | junto a Simon Burke                                        |
| 2005, 2006 | Love Letters                   | -               | John Clark          | Parade Theatre        | junto a Bridie Carter, Justine Clarke y Cornelia Frances   |
| 2005       | Chapter Two                    | Jennie MacLaine | Sandra Bates        | Ensemble Theatre      | junto a Brian Meegan, James Oxenbould y Kate Raison        |
| 2004       | Scenes From A Separation       | Nina Molyneux   | -                   | Sydney Theatre        | junto a Max Cullen y Ncholas Eadie                         |
| 2002       | The Man From Snowy River       | Kate Conroy     | David Atkins        | -                     | junto a Steve Bisley, Martin Crewes y Charles Bud Tingwell |
| 1996       | Crazy For You                  | -               | Mike Ockrent        | Theatre Royal         | junto a Sheila Bradley, Peter Carroll y Marty Fields       |
| 1996       | Wait Until Dark                | Monja Mary Leo  | John Krummel        | -                     | junto a Andrew McFarlane y Paul Bertram                    |
| 1995       | All In the Timing              | -               | Crispin Taylor      | Wharf Theatre         | junto a Paul Hanlon, Patsy Stephen y Chad Tyler            |
| 1995       | The Threepenny Opera           | -               | Chris Johnson       | Suncorp Theatre       | junto a Robert Alexander, Susie French y Michael Caton     |
| 1993       | How To Succed In Show Business | Rosemary        | Christopher Renshaw | -                     | junto a Robyn Arthur, John Wood y Bruce Spence             |
| 1987       | Nunsense                       | -               | Barry Creyton       | Twelfth Night Theatre | junto a Robyn Arthur, Maggie King y Geraldene Morrow       |

## Premios y nominaciones
| Año  | Categoría                                         | Premio           | Serie/Canción      | Resultado |
| ---- | ------------------------------------------------- | ---------------- | ------------------ | --------- |
| 2009 | Best Children's Album                             | Aria Award       | Here Comes The Sun | Nominada  |
| 2005 | Most Popular Personality on Australian Television | Gold Logie       | All Saints         | Nominada  |
| 2004 | Most Popular Personality on Australian Television | Gold Logie       | All Saints         | Nominada  |
| 2003 | Most Popular Personality on Australian Television | Gold Logie       | All Saints         | Nominada  |
| 2002 | Most Notably Performance                          | Gold Logie       | All Saints         | Ganó      |
| 2002 | Most Outstanding Actress                          | Silver Logie     | All Saints         | Nominada  |
| 2001 | Most Notably Actress                              | Gold Logie       | All Saints         | Ganó      |
| 2001 | Most Popular Actress                              | Silver Logie     | All Saints         | Ganó      |
| 2001 | Most Outstanding Actress in a Series              | Silver Logie     | All Saints         | Nominada  |
| 2000 | Most Notably Actress                              | Gold Logie       | All Saints         | Nominada  |
| 2000 | Most Popular Actress                              | Silver Logie     | All Saints         | Nominada  |
| 1999 | Most Notably Actress                              | Gold Logie       | All Saints         | Ganó      |
| 1993 | Most Popular Actress                              | Silver Logie     | A Country Practice | Ganó      |
| 1992 | Most Popular Actress                              | Silver Logie     | A Country Practice | Ganó      |
| 1991 | Most Notably Actress                              | Gold Logie Award | A Country Practice | Nominada  |
| 1991 | Most Popular Actress                              | Silver Logie     | A Country Practice | Ganó      |
| 1990 | Most Popular New Talent                           | Logie Award      | A Country Practice | Ganó      |